# Pelyněk černobýl
Pelyněk černobýl nebo jen černobýl (Artemisia vulgaris) je vytrvalá bylina rodu pelyněk, jež roste na celém území ČR a sbírá se jako léčivá rostlina. Její účinky jsou však slabší než u pelyňku pravého.

## Popis
Pelyněk černobýl je 50–150 cm (ojediněle i přes 2 m) vysoká bylina. Tuhé, hranaté, větvené a často červeně naběhlé lodyhy vyrůstají v trsech z bezvýběžkatého oddenku. Dolní listy jsou řapíkaté, peřenodílné, 10–15 cm dlouhé, lodyžní listy jsou menší, přisedlé a peřenoklanné, listy v květenství jsou jednoduché a kopinaté. Všechny listy jsou zespodu bíle plstnaté.
Drobné úbory vyrůstají na krátkých stopkách a shlukují se do bohatě větvených lat. V květenství jsou pouze trubkovité květy. Květy jsou žluté, hnědožluté nebo hnědočervené.
Rostlina kvete od července do září, plodem jsou neochmýřené nažky.

## Původ
Pelyněk černobýl je nitrofilní druh, roste na půdách bohatých na dusík v mírném pásu Evropy a Asie. Je to častý plevel, rostoucí u cest, na rumištích, mezích, v křovinách, na březích a náspech.

## Obsahové látky
Nejvýznamnější je toxický thujon, kterého je ale v pelyňku černobýlu o mnoho méně než v pelyňku pravém.
- Silice: cineol, eukaptol, thujon
- Hořčiny: artemisin
- Polysacharidy: inulin

Dále obsahuje třísloviny, organické kyseliny a slizové látky.

## Užití

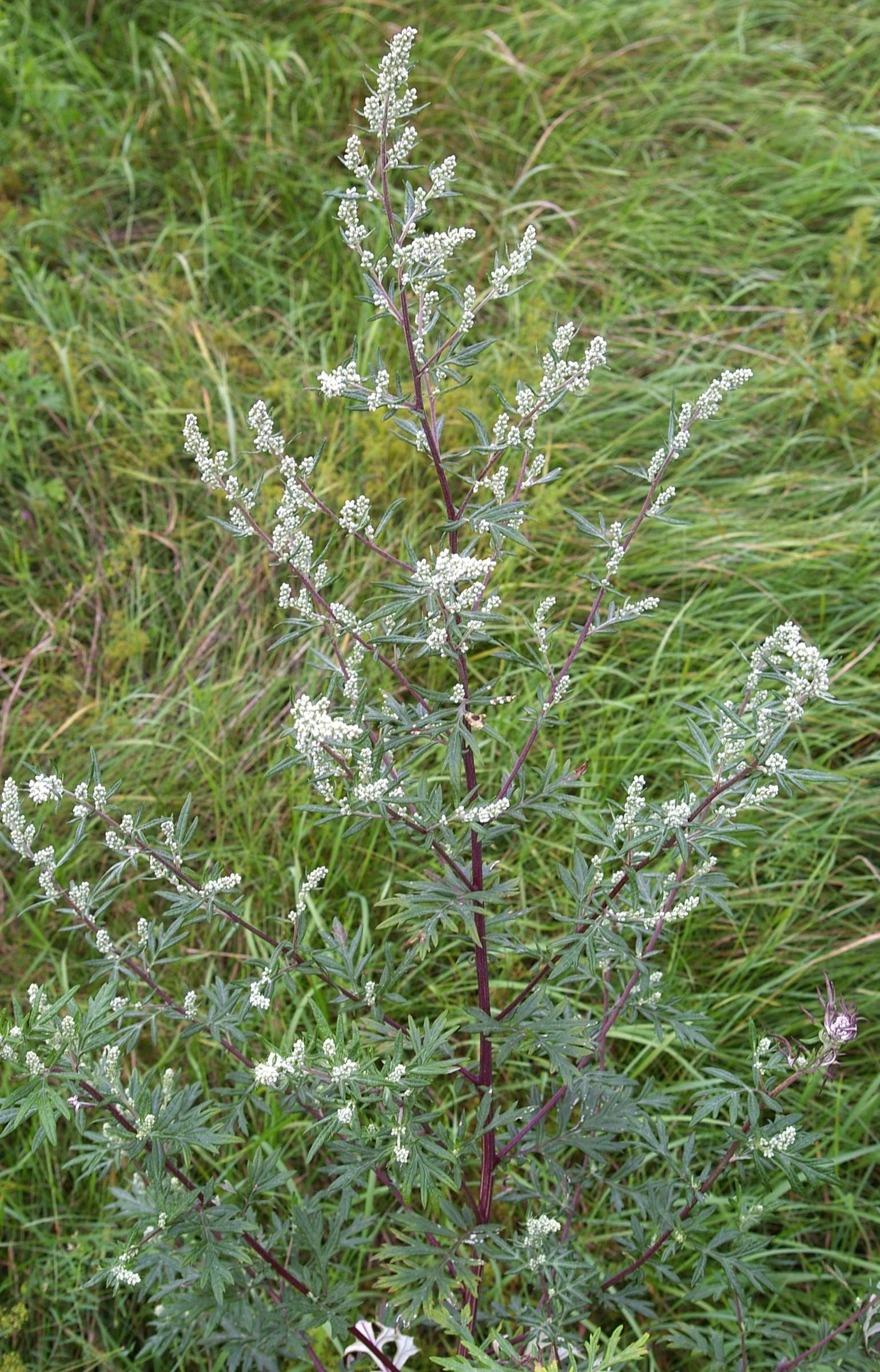
Pelyněk černobýl

Sbírá se kvetoucí nať (herba artemisiae), vzácně kořen. Užívá se ve formě nálevu (1 lžička drogy na 1/4 l vody, 1× – 4× denně), k léčbě trávicích potíží, včetně problémů žlučníkových tím, že provokuje sekreci žaludečních šťáv, tlumí střevní křeče, pomáhá při nechutenství. hypoacidní gastritidě, dyspepsiích apod.
Pomáhá i při nemocech dýchacích cest, např. chronickém zánětu průdušek.
Vzhledem k toxicitě thujonu by se neměl užívat dlouhodobě: může způsobit pokles krevního tlaku, srdeční arytmii, popřípadě poškození nervového systému (absinthismus). Těhotné ženy by se měly přípravkům z pelyňku vyhýbat: pelyněk způsobuje stahy dělohy (v minulosti se používal k vyvoláváni potratů).
Pelyněk lze použít jako rostlinné anthelmintikum, zabíjí střevní parazity. Používá se i jako koření do tučných masitých jídel nebo do polévek.
Byl jednou z rostlin, které měly údajně pomáhat proti vodníkům. Ottův slovník naučný o pelyňku černobýlu říká:
"Zvláště kořenů jest v lékařství upotřebováno a na venkově ode dávna užíváno černobýlu nejen jako prostředku proti nemocem, ale i v kouzelnictví. Místy dává se i jako zelenina do jídel. Kde jest mnoho much v bytě, tam dávají kytici černobýlu na klidné místo, na niž se pak večer sletují mouchy u velikém množství, tak že mohou býti snadno zahubeny."

### Gastronomie
Je vhodný jako přísada do salátů a do řady druhů mas, kam se přidává v malém množství před začátkem pečení. Ve Španělsku a na japonském ostrově Okinawa pelyňkem dochucují některé polévky.

## Hmyz
Do lodyhy klade vajíčka bejlomorka pelyňková. Vývin larev uvnitř stonku způsobuje na něm nevzhledné výdutě (hálky).